# شومسكاس
شومسكاس (بالليتوانية: Šumskas، بالبولندية: Szumsk أو Szumsk Wileński) هي بلدة تقع في بلدية مقاطعة فيلنيوس بمقاطعة فيلنيوس جنوب شرق ليتوانيا بالقرب من الحدود مع روسيا البيضاء. بلغ تعداد شومسكاس بحسب تعداد عام 2011 الـ919 نسمة.

## معرض الصور

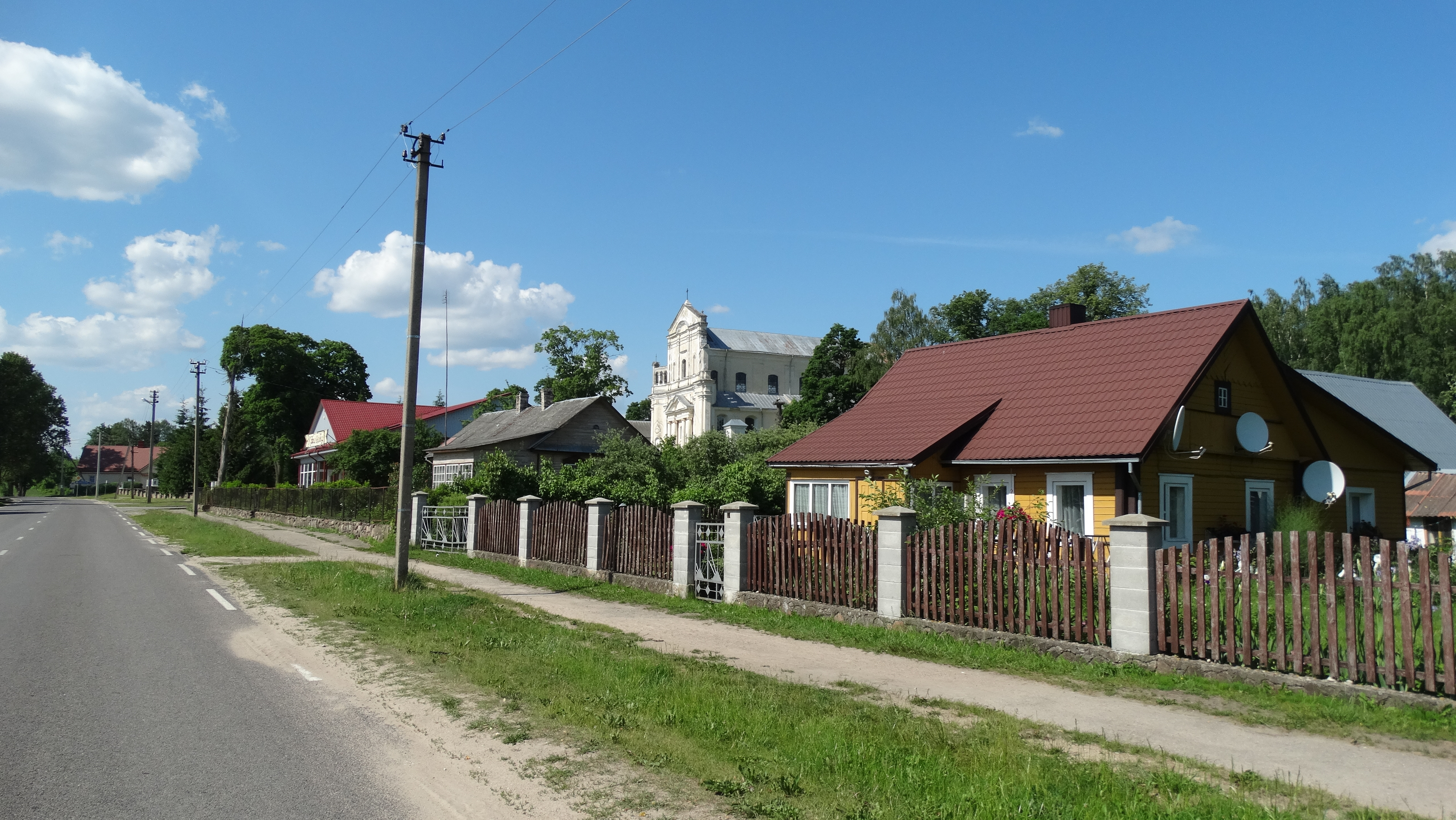
الشارع الرئيسي في شومسكاس
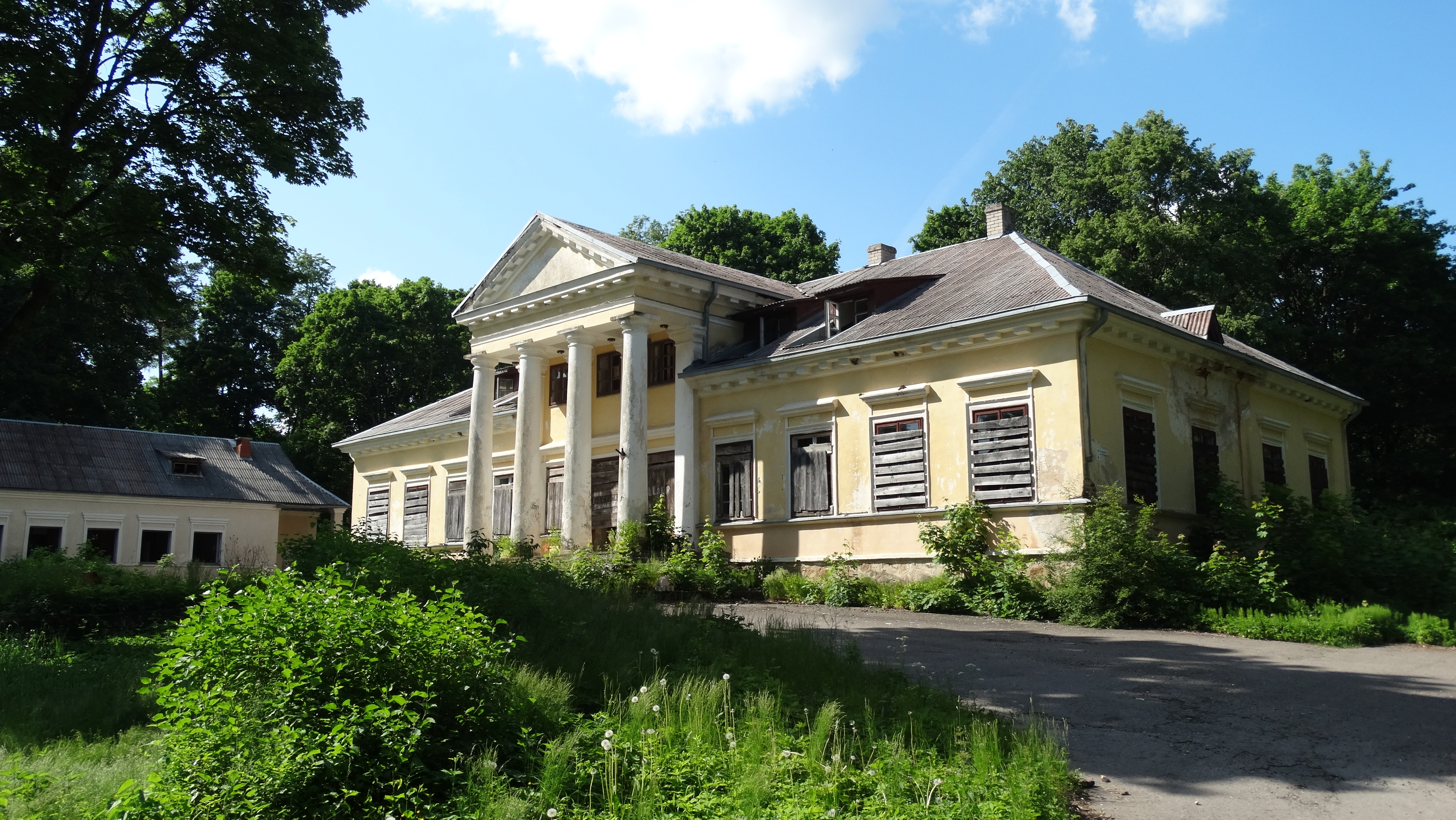
منزل إقطاعي
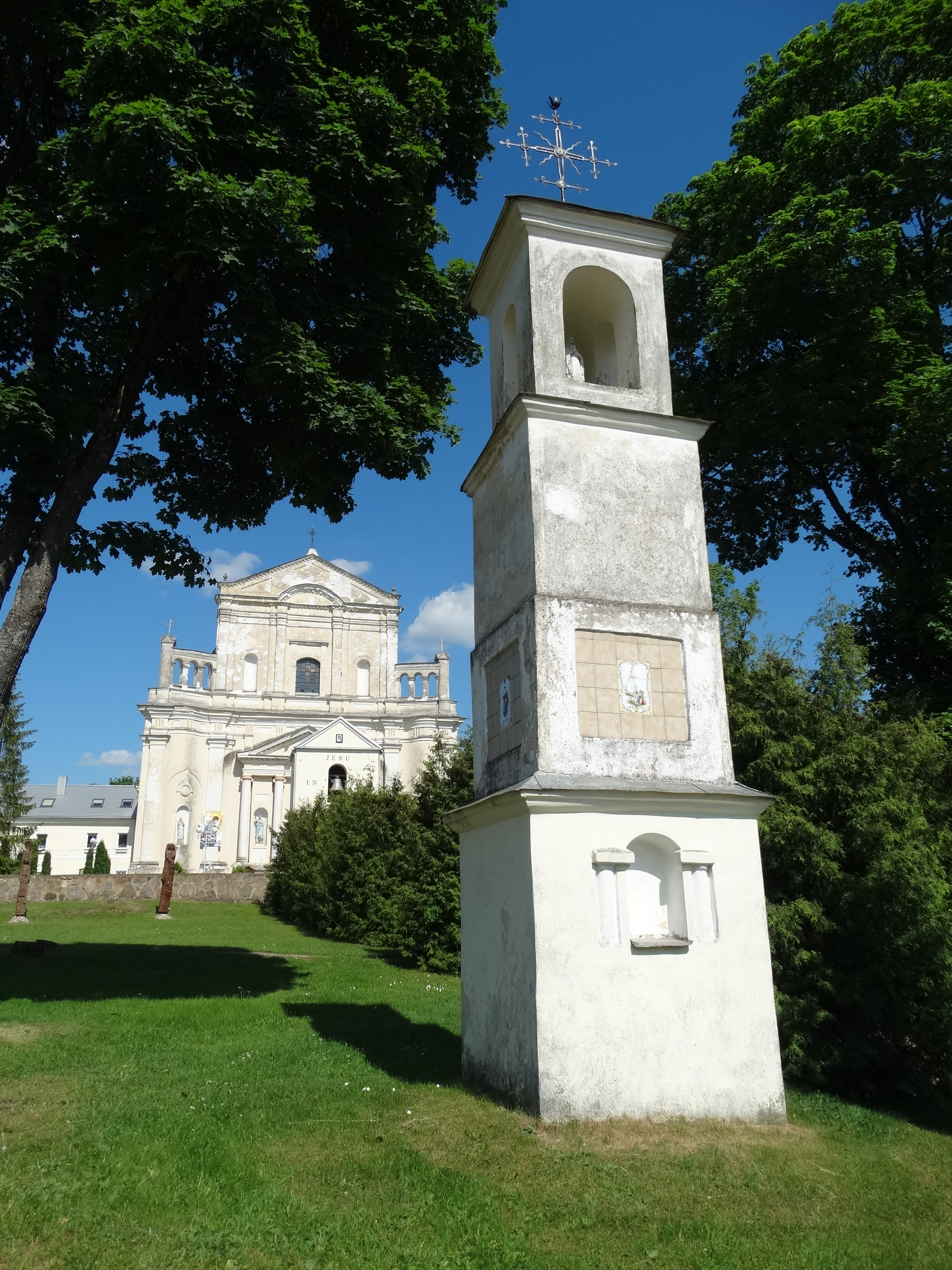
مصلى كنسي
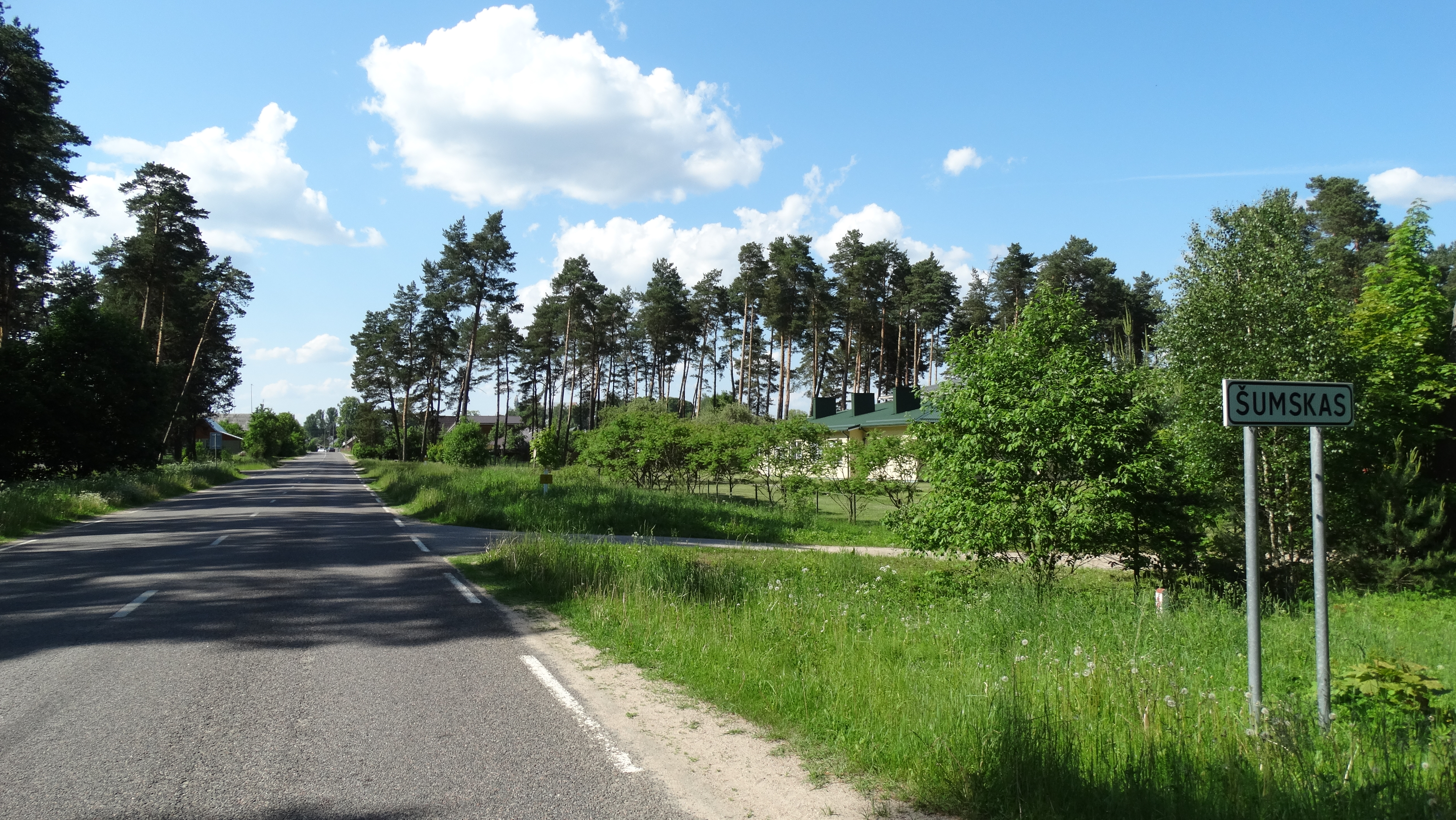
مشهد عام
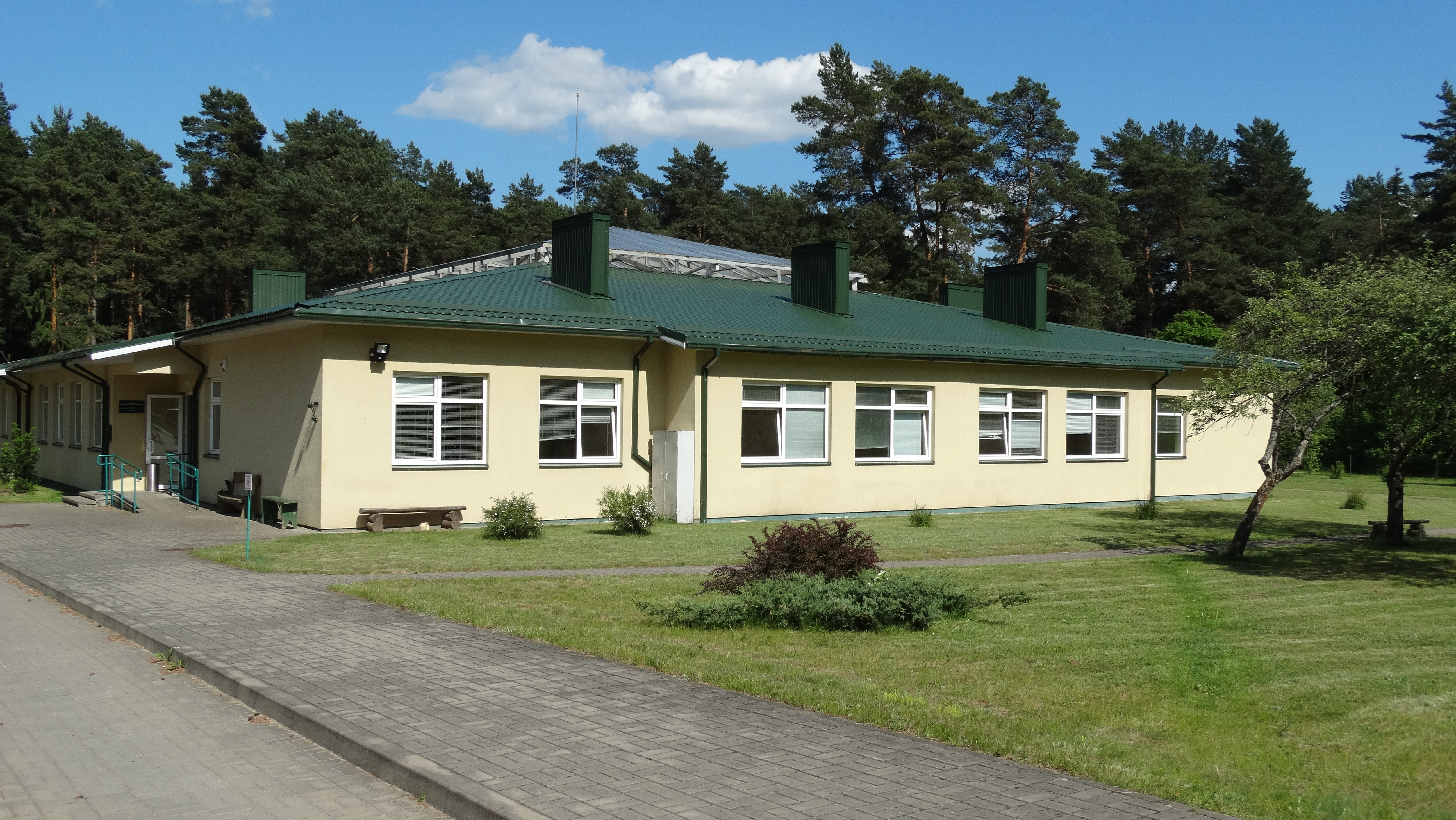
مشفى محلي
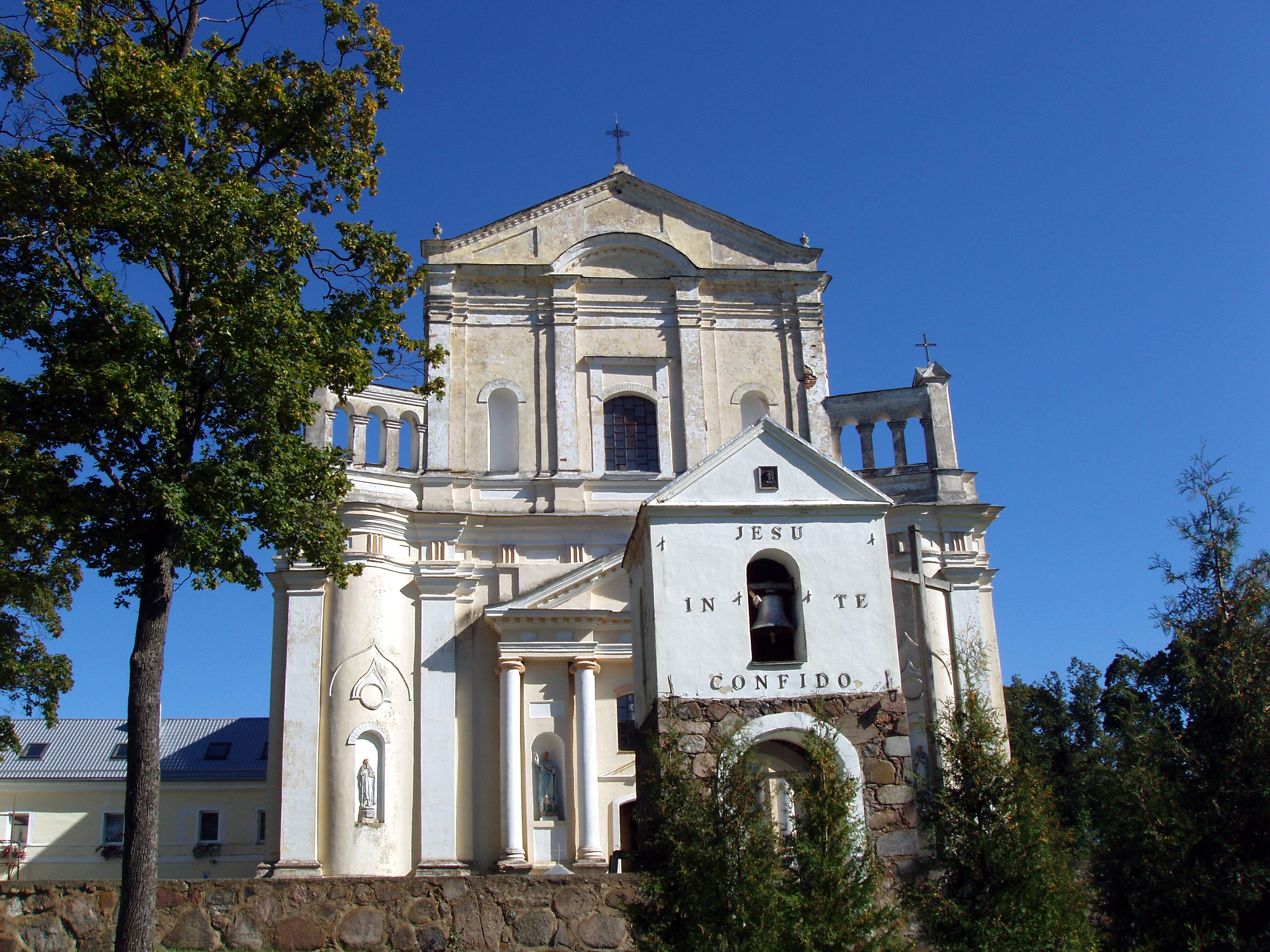
كنيسة شومسكاس